# 164
Римська імперія •  Парфянське царство •  Кушанське царство •  Східна Хань •  Сармати

## Геополітична ситуація
У Римській імперії правлять  співімператори Луцій Вер (до 169) та Марк Аврелій (до 180). Імперія  займає Апеннінський, Піренейський та Балканський півострови, Галлію, частину Британії, Близький Схід, Північну Африку включно з Єгиптом. Продовжується війна Риму з Парфією. 
Наймогутніша держава центральної Азії — Парфянське царство. Наймогутніша держава Індостану — Кушанське царство. Династія Хань править у Китаї.  Корейський півострів ділять між собою Три корейські держави. 
Триває докласичний період цивілізації мая.
На території майбутньої України, в степах Причорномор'я, кочують сармати, північніше — племена Черняхівської культури.

## Події
- Консулами у Римі були Публій Ювенцій Цельс та Марк Помпей Макрін.
- Авідій Кассій перейшов через Євфрат і ввійшов у Парфію.
- Римляни захопили столицю Парфії Ктесіфон
- Знищено місто Селевкія на Тигрі.
- У Шотландії римляни закинули охорону стіни Антонія.
- Марк Аврелій віддав доньку Луціллу в дружини Луцію Веру.

## Народились
- Пупієн